# Georges Ayache
Georges Ayache, né le 20 février 1950, est un écrivain français, politologue et avocat. Historien de formation et ancien diplomate, il a publié plusieurs ouvrages sur les relations internationales et stratégiques. Il a également écrit plusieurs livres historiques avant de trouver son inspiration dans la vie politique et la société américaine.

## Biographie

### Carrière
Après un bref passage dans l’enseignement secondaire, Georges Ayache se lança dans l’édition comme directeur de collection aux éditions Media International spécialisées dans les questions africaines (1976-1979). Il fit également du journalisme en collaborant à plusieurs publications pétrolières parmi lesquelles le Bulletin de l’industrie pétrolière et Pétrole & Économie. À cette époque, il écrivit un Dictionnaire du pétrole  (1982) et enseigna comme professeur à l’École spéciale d'architecture de Paris. À partir de 1982, Georges Ayache entra à l’Institut français des relations internationales (IFRI) comme chargé de mission. Nommé magistrat administratif à sa sortie de l’ENA (promotion « Fernand Braudel »), il s’orienta vers le ministère de la Défense puis surtout le Quai d’Orsay en tant que chargé de mission auprès du directeur des Affaires africaines. Il fut également chargé de conférences en relations internationales à l’université Paris IX-Dauphine. Parallèlement, il fut directeur de la rédaction de la revue trimestrielle Cosmopolitiques consacrée aux questions internationales. Par la suite, il fut nommé par le Quai d’Orsay à plusieurs postes à l’étranger successivement dont New York (Représentation permanente française auprès des Nations unies), Djibouti, Seychelles et Nouvelle-Zélande. En 2002, il fut nommé conseiller au cabinet du ministre des Affaires étrangères, Dominique de Villepin. Au terme d’une année sabbatique au cours de laquelle il obtint un doctorat en sciences politiques (mention « relations internationales »), Georges Ayache entra dans le groupe pharmaceutique Sanofi Aventis en 2005 comme consultant puis comme vice-président chargé des affaires institutionnelles et du lobbying international. Parallèlement, il devint professeur associé en relations internationales à l’université Lyon-III ainsi qu’à l’École des hautes études internationales de Paris (EHEI). Il donna également des conférences sur le bâtiment-école de la Marine nationale, le Jeanne d’Arc. Georges Ayache quitta le groupe Sanofi Aventis en partit en 2009 pour devenir avocat au barreau de Paris. Dans cette dernière activité, il se consacre désormais essentiellement à des activités de business international (constitution de sociétés, facilitation, intermédiation et trading). Par ailleurs, passionné d’automobile, il a ouvert au sein de son cabinet un département de droit routier.

### Ouvrages

#### Problèmes internationaux et stratégiques
Georges Ayache a publié en 1991 Armements et Désarmement depuis 1945, un panorama des systèmes d’armes en service et récapitulatif des efforts de la communauté internationale en matière de désarmement et de maîtrise des armements. Il a également publié Nouvelles approches de la dissuasion nucléaire (Problèmes Politiques et Sociaux) ainsi que plusieurs articles théoriques dans des revues comme Politique étrangère ou Foreign Policy. Les questions internationales ont fait l’objet de plusieurs de ses publications avec La Conquête de l’Est. Les atouts de la France dans le nouvel ordre mondial (en collaboration avec Pascal Lorot), Si la maison de votre voisin brûle. Essai sur la politique étrangère du Togo ou encore Dictionnaire biographique des relations internationales (avec Pascal Chaigneau). Il a complété cette approche par d’autres articles dans des revues comme Politique internationale ou Commentaire.

#### Vie politique
Georges Ayache a consacré plusieurs ouvrages à la vie politique dont Les Barons du PS consacré au Parti socialiste à la fin des années 70. Il a également écrit une thèse sur Guy Mollet et la SFIO (1946-1969) et collaboré à des ouvrages collectifs comme L’identité socialiste, des utopistes à nos jours. Enfin, il a rédigé un volume de l’Histoire mondiale des socialismes, consacré au socialisme allemand.

#### Histoire
Dès 1978, après avoir collaboré à la revue des Cahiers de l’Histoire, Georges Ayache a publié plusieurs ouvrages historiques dont une Histoire des Niçois et une biographie de Bismarck. Plus récemment, il a écrit une histoire d’Israël. La naissance de l’État des Juifs ainsi qu’une histoire des origines immédiates de la première guerre mondiale, 1914. La guerre par accident. Son dernier ouvrage, le Retour du général De Gaulle, porte sur la traversée du désert du Général entre 1946 et 1958. Il participe également à plusieurs ouvrages collectifs parmi lesquels Les Grands Duels qui ont fait le monde ainsi que Le Deuil du pouvoir, les cent derniers jours des présidents de la République française (co-édition Perrin-Le Figaro Magazine paru en 2017). En 2019, paraît Les douze piliers d'Israël sur les fondateurs de l'Etat hébreu. Il a écrit également en 2021 une biographie de Moshe Dayan .

#### États-Unis
Georges Ayache a consacré plusieurs ouvrages à la vie politique et à la société américaines dont une biographie parallèle de Kennedy-Nixon: Les meilleurs ennemis, et une histoire des Présidents américains, Les Présidents des États-Unis, histoire et portraits. Il a également publié des ouvrages sur le monde du spectacle avec Une histoire américaine, consacrée au Rat Pack, et surtout une biographie de Frank Sinatra, la voix de l'Amérique. Il a écrit également une grande biographie sur Joe Kennedy.

## Publications
- Les Barons du PS, Éditions Fayolle, 1977
- Histoire des Niçois, Nathan, 1978
- Bismarck, Éditions Fayolle, 1978
- Dictionnaire du pétrole, Éditions du Sycomore, 1982
- Si la maison de votre voisin brûle : essai sur la politique extérieure du Togo, Media International, 1983
- Histoire mondiale des socialismes, t. IV : Le socialisme allemand (ouvrage collectif), A. Colin, 1985
- L'identité socialiste : des utopistes à nos jours, Syros, 1987
- La conquête de l'Est : les atouts de la France dans le nouvel ordre mondial, coécrit avec P. Lorot, Calmann-Levy, 1992
- Armements et désarmement depuis 1945, coécrit avec A. Demant, Complexe, 1992
- Les nouvelles frontières de l’Europe (ouvrage collectif), Economica, 1993
- Dictionnaire de la mondialisation (ouvrage collectif), Ellipses, 2001
- Guerre et économie (ouvrage collectif), Ellipses, 2003
- Dictionnaire biographique des relations internationales, coécrit avec Pascal Chaigneau, Economica, 2007
- Israël : la naissance de l'État des Juifs, Éditions du Rocher, 2008
- Une histoire américaine : Frank Sinatra, Dean Martin, Sammy Davis Jr et les autres, Choiseul, 2010
- 1914 : une guerre par accident, Pygmalion–Flammarion, 2012
- Kennedy, Nixon : les meilleurs ennemis, Perrin, 2012
- Frank Sinatra : la voix de l'Amérique, Perrin, 2014
- Le retour du Général de Gaulle : 1946-1958, Paris, Perrin, 2015, 478 p. (ISBN 978-2-262-04985-0)
- Les présidents des États-Unis : histoire et portraits, Paris, Perrin, 2016, 450 p. (ISBN 978-2-262-06420-4, lire en ligne)
- Le cinéma italien appassionato, Éditions du Rocher, 2016
- JFK : une histoire sexuelle, Éditions du Rocher, 2017
- Kennedy : vérités et légendes, Perrin, 2017
- Joe Kennedy, le pouvoir et la malédiction, Perrin, 2018.
- Les douze piliers d'Israël, Perrin, 2019.
- La chute de Nixon, Perrin, 2020, 352 p.  (ISBN 978-2262080693)
- Moshe Dayan, héros de guerre et politicien maudit, Perrin, 2021, 350 p.  (ISBN 978-2-262-08067-9)
- Les Roosevelt - Une dynastie américaine, Perrin, 2023, 384 p.
- 1960 - La première élection moderne de l'Amérique, Perrin, 2024, 396 p.  (ISBN 978-2-262-09675-5)
- Cuba 1962-La crise des missiles, Perrin, 2025, 416 p.  (ISBN 978-2-262-10143-5)